# 小野郵便局 (兵庫県)
小野郵便局（おのゆうびんきょく）は、兵庫県小野市にある郵便局。民営化前の分類では集配普通郵便局であった。

## 概要
住所：〒675-1399 兵庫県小野市王子町山ノ下15

## 沿革
- 1872年（明治5年）旧4月 - 小野郵便取扱所として開設[1]。
- 1875年（明治8年）1月1日 - 小野郵便局（五等）となる。
- 1885年（明治18年）10月1日 - 貯金取扱を開始。
- 1890年（明治23年）10月16日 - 為替取扱を開始。
- 1902年（明治35年）10月16日 - 小野郵便電信局となる。
- 1903年（明治36年）4月1日 - 通信官署官制の施行に伴い小野郵便局となる。
- 1961年（昭和36年）11月12日 - 電話通話・交換、和文電報受付・配達、国内欧文電報受付・配達、国際電報受付・配達の各業務を小野電報電話局に移管[2]。
- 1964年（昭和39年）11月 - 局舎新築落成。
- 1967年（昭和42年）4月1日 - 特定郵便局から普通郵便局に局種別改定。同日、小田郵便局[3]から集配業務を移管。
- 1967年（昭和42年）5月1日 - 電話通話事務および和文電報受付事務を開始。
- 1992年（平成4年）6月15日 - 小野市上本町から同市王子町に移転。
- 1999年（平成11年） - 外国通貨の両替および旅行小切手の売買に関する業務取扱を開始。
- 2004年（平成16年）9月2日 - 古川簡易郵便局の一時閉鎖[4]に伴い、取扱業務を承継[5]。
- 2007年（平成19年）10月1日 - 民営化に伴い、併設された郵便事業小野支店に一部業務を移管。
- 2012年（平成24年）10月1日 - 日本郵便株式会社発足に伴い、郵便事業小野支店を小野郵便局に統合。

## 取扱内容
- 郵便、印紙、ゆうパック、内容証明
- 貯金、為替、振替、振込、国際送金、外貨両替・トラベラーズチェック、国債、投資信託
- 生命保険、バイク自賠責保険、自動車保険
- 地方公共団体事務（兵庫県住宅再建共済基金利用申込取次事務）
- ゆうちょ銀行ATM
- 「675-13xx」区域（小野市内全域）、加東市(旧東条町)「673-13xx」区域の集配業務
- ゆうゆう窓口

## 周辺
- 小野市役所
- 小野市民会館
- 熊野神社
- 大池総合公園
- 王塚古墳
- 権現池
- 国道175号
- 加古川

## アクセス
- 神戸電鉄粟生線 葉多駅から徒歩約15分
- らんらんバス 小野郵便局前停留所、もしくは神姫バス 小野市役所前停留所下車
- 山陽自動車道 三木小野ICから北西へ約6km、中国自動車道 滝野社ICから南へ約10km
- 駐車場あり：9台